# Аль-Марашида
Аль-Марашида (араб. المراشدة‎) — город в Сирии, расположенный в районе Абу-Камаль мухафазы Дайр-эз-Заур. По данным Центрального статистического бюро Сирии (CBS), по переписи 2004 года в Аль-Марашиде проживало 4346 человек.
Город попал под контроль Исламского государства Ирака и Леванта в начале 2014 года во время гражданской войны в Сирии. К 24 января 2019 года Аль-Марашида было одним из последних оставшихся сирийских поселений, находящихся под контролем Исламского государства, а Сирийские демократические силы боролись за контроль над городом. На следующий день ИГ совершило многочисленные атаки террористов-смертников на СДС, пытаясь прорвать осаду, что позволило им отбить части Аль-Багуз Фавкани на юге. 7 февраля 2019 года СДС захватили Аль-Марашиду и другие близлежащие районы у ИГ, полностью осадив ИГ в городе Аль-Багуз Фавкани.